# Bataillon d'infanterie Kalev
Le bataillon d'infanterie Kalev (en estonien: Kalevi jalaväepataljon) est un bataillon d'infanterie des forces terrestres estoniennes. Il fait partie de la 1re brigade d'infanterie et sa tâche principale est de former des unités d'infanterie mécanisées composées de conscrits. Le bataillon était auparavant connu sous le nom de Kalevlaste Maleva et de Bataillon d'infanterie simple Kalev. Le bataillon est actuellement basé à Jõhvi et est commandé par le major Ain Tiidrus.

## Historique

### 1918–1940
Formé sous le nom de Kalevlaste Malev au début de la guerre d'indépendance estonienne le 20 décembre 1918, le bataillon est nommé d'après le club multisport Kalev, dont les membres fondent l'unité. Le bataillon combat dans la guerre d'indépendance estonienne sur le front de l'Est contre la Russie soviétique et en Lettonie contre la Baltische Landeswehr. Après la guerre, le Kalevlaste Malev est transféré à Võru en 1920.
Le Kalevlaste Malev continue à former des conscrits et à garder la frontière. Le 1er juillet 1922, l'unité est officiellement rebaptisée Bataillon Kalev et ajouté au 10e régiment d'infanterie. Le 28 octobre 1928, le 10e régiment d'infanterie est dissous et le bataillon Kalev est rebaptisé bataillon d'infanterie unique de Kalev et déménage à Tallinn. Après l'occupation soviétique en 1940, le bataillon est dissous.

### Depuis 1992
Le bataillon d'infanterie unique Kalev est restauré le 18 mars 1992 et est initialement basé à Kose, mais est transféré sur la base militaire de Jägala en été. Le bataillon est alors équipé de véhicules blindés de transport de troupes BTR-80 et de véhicules blindées de reconnaissance BRDM-2. En 2002, le bataillon est dissous dans le cadre des réformes des forces de défense estoniennes. La majorité des troupes et des véhicules blindés sont transférés au bataillon scout à Paldiski.

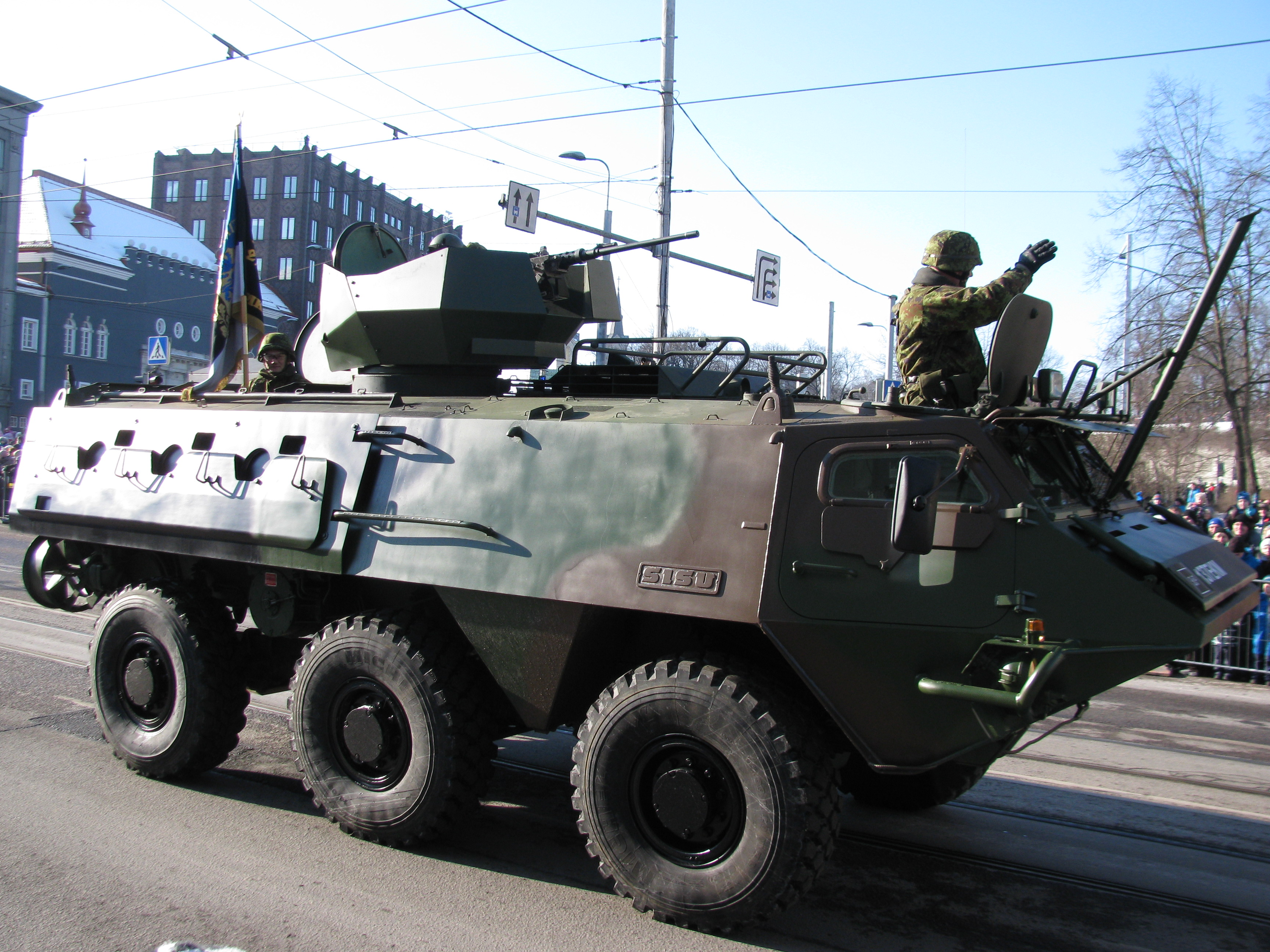
Sisu XA-180 du bataillon.

Le 1er janvier 2009, le bataillon d'infanterie Kalev est de nouveau rétabli dans le cadre de la 1re brigade d'infanterie à Paldiski. Le bataillon est équipé de véhicules blindés de transport de troupes Sisu XA-180 et participe à la formation de soldats professionnels pour les missions internationales et de conscrits pour les unités de réserve d'infanterie mécanisées.
Le bataillon déménage à Jõhvi le 1er juin 2020 où il partage désormais la base avec le Bataillon d'infanterie Viru.

## Structure actuelle
Bataillon d'infanterie Kalev:
- Quartier général du bataillon
  - Compagnie d'infanterie
  - Compagnie de soutien au combat
  - Compagnie de soutien

## Liste des commandants
- Leopold Tõnson: 1918–1919
- Otto Tief: 1919–1920
- Oskar Luiga: 1920–1921
- Friedrich Karl Pinka: 1921–1925
- Anders Linquist: 1925–1928
- Jakob Vende: 1928–1934
- Johannes Uuskam: 1934–1936
- Olav Mullas: 1936–1937
- Vassili Külaots: 1937–1940
- Albert Helme: 1992–1993
- Alar Laneman: 1993–1994
- Hannes Toomsalu: 1994–1995
- Margus Lillemägi: 1995–1996
- Artur Tiganik (en): 1996–2000
- Sander Keskküla: 2000
- Raul Tõnnov: 2000–2001
- Margus Koplimägi: 2009–2012
- Hannes Alesmaa: 2012–2015
- Mait Müürisepp: 2015–2019
- Ain Tiidrus: depuis 2019